# Spilogona grisecens
Spilogona grisecens este o specie de muște din genul Spilogona, familia Muscidae. A fost descrisă pentru prima dată de Ringdahl în anul 1930. Conform Catalogue of Life specia Spilogona grisecens nu are subspecii cunoscute.